# XXVII Festival Internacional de la Canción de Viña del Mar
El XXVII Festival de la Canción de Viña del Mar o simplemente  Viña '86 , se realizó del 5 al 10 de febrero de 1986 en el anfiteatro de la Quinta Vergara, en Viña del Mar, Chile. Fue transmitido por Televisión Nacional de Chile y animado por Antonio Vodanovic y coanimado por Pamela Hodar.
La transmisión televisiva del festival en Santiago quedó interrumpida la noche inaugural (5 de febrero) cuando un atentado explosivo produjo un apagón en la capital chilena.

## Desarrollo

### Día 1 (Miércoles 5)
- Q.E.P.
- Alejandro Jaén
- Pepe Tapia
- Sandra Mihanovich
- Sheila E.

### Día 2 (Jueves 6)
- Sergio D'Acan
- Alejandro Jaén
- Pachuco y la Cubanacán
- Sandra Mihanovich
- Sheila E.

### Día 3 (Viernes 7)
- Sergio D'Acan
- Pachuco y la Cubanacán
- Paloma San Basilio
- Raúl Arochas
- Luis Miguel

### Día 4 (Sábado 8)
- Miguelo
- Paloma San Basilio
- Medley compuesto por Soledad Guerrero, Andrea Labarca, Rodolfo Navech, Pablo Bravo y Enrique del Valle
- Luis Miguel

### Día 5 (Domingo 9)
- Duo Viento y Marea Miguelo
- Laura Branigan
- Opus

### Día 6 (Lunes 10)
- Alberto Plaza
- Laura Branigan
- Opus

## Curiosidades
- La canción ganadora de la competencia internacional: "Para quererte", tuvo una versión grabada por la cantante mexicana Yuri, en su álbum "Obsesiones", de 1992.
- La canción "América, América", fue interpretada por el cantante Luis Miguel en sus giras "Palabra de Honor" y "Fiebre de Amor", antes de ser personalizada en su álbum "América y En Vivo", de 1992.
- Antonio Vodanovic, fue premiado con la Gaviota de Plata, por su décimo aniversario como animador del Festival.
- El momento más tenso del Festival, fue que la cantante española Paloma San Basilio, interpretaba el tema Volver a los 17 de Violeta Parra, cuándo Chile vivía una brutal dictadura militar encabezada por Augusto Pinochet.

## Jurado Internacional
- Alejandro Jaén
- Gian Luigi Pezza (presidente del jurado)
- Paulina Naso
- Silvio Olate
- Diana María
- Hugo Pirovich
- Don Black
- Domenick Allen
- Charlene Tilton
- Belfort Ruz
- Moncho Silva

## Jurado Folclórico
- Antonio Zabaleta
- Ricardo Jara Lorca
- Manuel Cabrera
- O´Higgins Osorio
- Ricardo Acevedo (presidente del jurado)
- Orlando Walter Muñoz
- Álvaro Salas

## Competencias
Internacional:

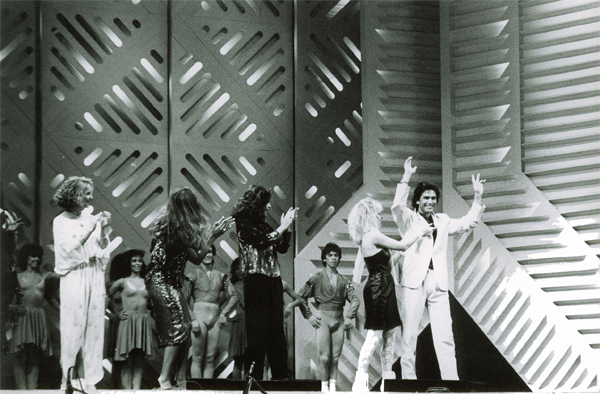
Premiación de Alex Damiani, representante de Italia, que obtuvo el tercer lugar de la Competencia Internacional.

- 1.º lugar:  República Dominicana, Para quererte, de José Antonio Rodríguez y Manuel Tejeda, interpretada por Maridalia Hernández.[2]
- 2.º lugar:  Chile, Me hace falta, de Reinaldo Tomás Martínez, interpretada por Luis Jara.
- 3.º lugar:  Italia, Se ti va, de Domenico Politano y Alex Damiani, interpretada por Alex Damiani.[3]
- Mejor intérprete: Mariel du Petit,  Argentina.

Folclórica:
- 1.º lugar: Sube a mi lancha, de Ignacio Millán, interpretado por Los Huillincanos.[4]
- 2.º lugar: Araucana de ojos negros, de José Railef, interpretado por Miguel Esper y Grupo Mahuidanche.[5]
- 3.º lugar: José Facundo y María Elena, de Ricardo de la Fuente, interpretado por Camino del Alba.[5]
- Mejor intérprete: Miguel Esper.[5]